# ゾルト・バウムガルトナー
ゾルト・バウムガルトナー(Zsolt Baumgartner ハンガリー語 : Baumgartner Zsolt, 1981年1月1日 - )は、ハンガリー・デブレツェン出身のレーシングドライバーで、ハンガリー人初のF1ドライバーである。

## 名前について
日本語表記に関しては複数あり、このほかに「ゾイト/ツォルト」,「バウムガートナー/バンガルトナー」などと表記されることもある。なお、ハンガリー人の名前は英語圏などとは異なり姓が名より先に表記されるため、本来は Baumgartner（=姓）Zsolt（=名）という表記となる。

## F1参戦前
1994年にカートからレースキャリアを開始。1997年にドイツへ渡りフォーミュラ・ルノーに参戦、1999年に同シリーズのドイツチャンピオンを獲得した。2000年からはドイツF3選手権にステップアップし、翌2001年シーズン途中にプロスト・ジュニアチーム（提携していたアポマトックスがチーム運営）から国際F3000選手権へと進出、第6戦ニュルブルクリンクから最終戦まで参戦。2002年にノルディック・レーシングに移籍し、最終戦モンツァで6位入賞を果たす。同年のF1ハンガリーGPではジョーダンのF1マシンでデモランを行うなどF1とのパイプも構築。翌2003年にコローニに移籍し引き続き3シーズン目となる国際F3000に参戦、第4戦モナコで5位を獲得したのをはじめリタイア無しの安定した結果を残し続けると、F1第12戦ドイツGPからジョーダンのサードドライバーとして金曜フリー走行に出走するなど、F1への距離を徐々に縮めていった。

## F1

### 突然のF1デビュー
そのドイツGPでジョーダンのサードドライバーとしてフリー走行に初参加した翌戦、第13戦の母国ハンガリーGPにてバウムガルトナーのF1デビューが急遽決まる。フリー走行2日目に大クラッシュを演じて負傷したレギュラードライバーのラルフ・ファーマンの代役としてだった。
母国ドライバーのF1デビューに観客も大きな声援を送ったが、予選では誤って燃費を抑えるモードでアタックしてしまい19番手、決勝でも同僚のジャンカルロ・フィジケラよりは保ったものの、エンジントラブルによりリタイアに終わった。しかし翌戦のイタリアGPでは11位に入り、F1初完走を果たした。
第15戦からファーマンが復帰しバウムガルトナーは再びサードドライバーに戻ったが、この2戦に対する評価や、ハンガリー政府からの支援もあり、翌年のミナルディのシートを得ることに成功する。

### ミナルディ

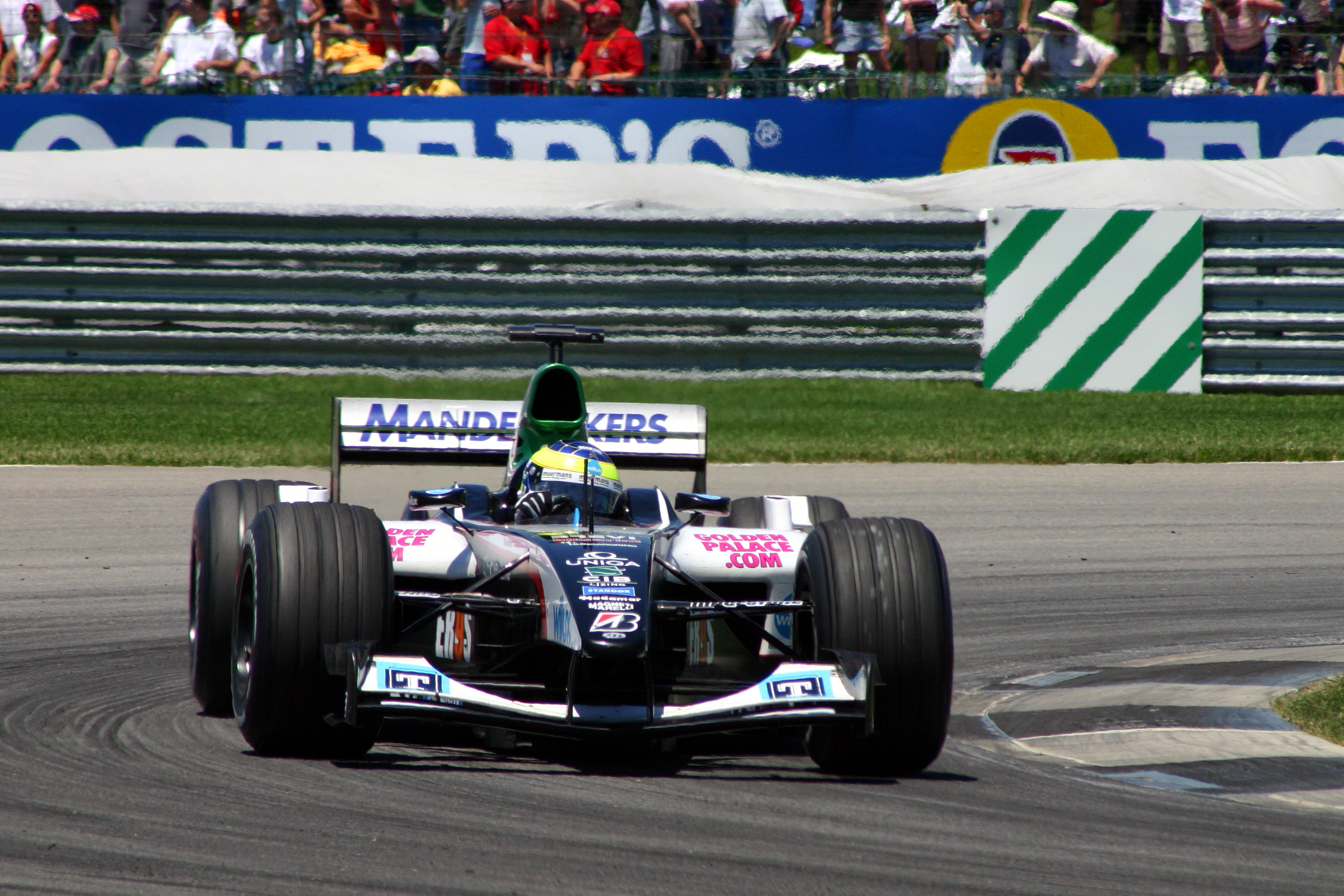
2004年アメリカGP。バウムガルトナーが駆るPS04B

念願のレギュラーシートを手に入れたバウムガルトナーだったが、マシンの戦闘力不足故に同僚のジャンマリア・ブルーニ共々、毎回の苦戦を強いられた。
しかし予選こそブルーニに対し7勝11敗と負け越したが、決勝では3度の14位が最高だったブルーニに対し、バウムガルトナーはモナコGPで9位、カナダGPでもレース後の車検で上位4台が失格になっての繰り上がりだが10位に入るなど、随所で粘りの走りを披露した。
そして第9戦アメリカGPでは、完走僅か9台というサバイバルレースを見事生き残り8位入賞。自身初、そしてハンガリー人ドライバー初のポイントを獲得した。(ミナルディにとっても2002年オーストラリアGP以来の入賞であり、結果的にこのシーズンにおけるチーム唯一のポイント獲得でもあった)
その後は元々のマシンの戦闘力、信頼性の低さもあって更なるポイント獲得には至らなかったが、それでも完走率でブルーニを上回るなど、予選以外では彼を上回る成績を残して見せた。

## F1後
一時は翌年の契約継続の見方もあったものの、チームは翌年のドライバーを最終的にクリスチャン・アルバースとパトリック・フリーザッハーと発表。ブルーニ共々翌年のシート獲得には至らず、F1から姿を消すことになった。
その後、2007年にポール・ストッダート率いるミナルディチームUSAにテスト兼リザーブドライバーとして移籍。チャンプカーへと舞台を移した。IRL(インディカー・シリーズ)との統合によって、翌2008年4月のロングビーチでの1戦を以てチャンプカーが終了。それに伴いストッダートがチーム運営から撤退してからは、同年より始まったスーパーリーグ・フォーミュラのトッテナム・ホットスパーFCチームのテストドライバーを務めた。
同カテゴリーが2012年の開催を中止してからはレース活動から離れ、母国ハンガリーの名産であるマンガリッツァの輸出業を始めたりしていた。
2017年からは、F1グランプリウィーク中に行われているセレブリティ向けの2シーターF1マシン同乗イベント「F1 Experiences」のドライバーを、ミナルディ時代のチームメートであるパトリック・フリーザッハーと共に務めている。なお、この2シーターF1マシンはポール・ストッダートが所有している。

## レース戦績

### ドイツ・フォーミュラ3選手権
| 年     | チーム                   | エンジン | 1        | 2       | 3       | 4         | 5        | 6        | 7       | 8       | 9       | 10       | 11        | 12       | 13       | 14       | 15        | 16        | 17        | 18        | 19       | 20       | DC   | ポイント |
| ------ | ------------------------ | -------- | -------- | ------- | ------- | --------- | -------- | -------- | ------- | ------- | ------- | -------- | --------- | -------- | -------- | -------- | --------- | --------- | --------- | --------- | -------- | -------- | ---- | -------- |
| 2000年 | GMモータースポーツ       | オペル   | ZOL 1 7  | ZOL 2 5 | HOC 1 4 | HOC 2 Ret | OSC 1 22 | OSC 2 8  | NOR 1 9 | NOR 2 4 | SAC 1   | SAC 2    | NÜR 1 7   | NÜR 2 14 | LAU 1 18 | LAU 2 19 | OSC 1 12  | OSC 2 Ret | NÜR 1 Ret | NÜR 2 Ret | HOC 1 15 | HOC 2 11 | 13位 | 41       |
| 2001年 | トレラ・モータースポーツ | オペル   | HOC 1 11 | HOC 2 7 | NÜR 1 9 | NÜR 2 8   | OSC 1 18 | OSC 2 18 | SAC 1 9 | SAC 2 6 | NOR 1 9 | NOR 2 13 | HOC 1 Ret | HOC 2 13 | LAU 1 9  | LAU 2 13 | NÜR 1 Ret | NÜR 2 10  | A1R 1 8   | A1R 2 Ret | HOC 1    | HOC 2    | 17位 | 25       |

(key)

### 国際F3000選手権
| 年     | チーム                               | 1       | 2     | 3       | 4      | 5       | 6      | 7       | 8      | 9       | 10      | 11     | 12     | 順位 | ポイント |
| ------ | ------------------------------------ | ------- | ----- | ------- | ------ | ------- | ------ | ------- | ------ | ------- | ------- | ------ | ------ | ---- | -------- |
| 2001年 | プロスト・ジュニア                   | INT     | IMO   | CAT     | A1R    | MON     | NÜR 19 | MAG Ret | SIL 18 | HOC 16  | HUN Ret | SPA 13 | MNZ 17 | 29位 | 0        |
| 2002年 | コカコーラ・ノルディック・レーシング | INT Ret | IMO 9 | CAT Ret | A1R 11 | MON Ret | NÜR 12 | SIL 14  | MAG 12 | HOC 8   | HUN 7   | SPA 8  | MNZ 6  | 15位 | 1        |
| 2003年 | コローニ・F3000                      | IMO 10  | CAT 7 | A1R 10  | MON 5  | NÜR 11  | MAG 9  | SIL 11  | HOC 9  | HUN DNS | MNZ     |        |        | 14位 | 6        |

(key)

### F1
| 年     | チーム     | シャシー | 1       | 2      | 3       | 4      | 5       | 6     | 7      | 8      | 9     | 10      | 11      | 12     | 13      | 14      | 15     | 16     | 17      | 18     | WDC  | ポイント |
| ------ | ---------- | -------- | ------- | ------ | ------- | ------ | ------- | ----- | ------ | ------ | ----- | ------- | ------- | ------ | ------- | ------- | ------ | ------ | ------- | ------ | ---- | -------- |
| 2003年 | ジョーダン | EJ13     | AUS     | MAL    | BRA     | SMR    | ESP     | AUT   | MON    | CAN    | EUR   | FRA     | GBR     | GER TD | HUN Ret | ITA 11  | USA    | JPN    |         |        | 24位 | 0        |
| 2004年 | ミナルディ | PS04B    | AUS Ret | MAL 16 | BHR Ret | SMR 15 | ESP Ret | MON 9 | EUR 15 | CAN 10 | USA 8 | FRA Ret | GBR Ret | GER 16 | HUN 15  | BEL Ret | ITA 15 | CHN 16 | JPN Ret | BRA 16 | 20位 | 1        |

(key)